# Kraftwerk Linkou
Das Kraftwerk Linkou ist ein Kohlekraftwerk im Bezirk Linkou, regierungsunmittelbare Stadt Neu-Taipeh, Taiwan, das an der Formosastraße liegt. Mit Stand November 2022 beträgt die installierte Leistung 2,4 GW. Das Kraftwerk ist im Besitz von Taipower und wird auch von Taipower betrieben.
Mit der Errichtung des Kraftwerks wurde im August 1965 begonnen. Es ging mit dem ersten Block im Juli 1968 in Betrieb; der zweite Block folgte 1972. Diese beiden Blöcke, die sowohl mit Kohle als auch mit Öl befeuert werden konnten, wurden 2014 stillgelegt. Der Auftrag für die Errichtung der drei neuen Blöcke wurde im August 2011 vergeben. Mit dem Bau des neuen Blocks 1 wurde im Februar 2013 begonnen; er ging im Oktober 2016 in Betrieb.

## Kraftwerksblöcke
Das Kraftwerk besteht gegenwärtig aus drei Blöcken. Die folgende Tabelle gibt einen Überblick:
| Block   | Max. Leistung (MW) | Betriebsbeginn | Turbine      | Generator    | Dampfkessel  | Status                    |
| ------- | ------------------ | -------------- | ------------ | ------------ | ------------ | ------------------------- |
| 1 (alt) | 300                | Juli 1968      | Westinghouse | Westinghouse | Riley Stoker | stillgelegt am 01.09.2014 |
| 2 (alt) | 300                | 17.03.1972     |              |              |              | stillgelegt am 01.09.2014 |
| 1       | 800                | 06.10.2016     | MHI          | Melco        | MHI          | in Betrieb                |
| 2       | 800                | 24.03.2017     | MHI          | Melco        | MHI          | in Betrieb                |
| 3       | 800                | 24.10.2019     | MHI          | Melco        | MHI          | in Betrieb                |

Die neuen Blöcke 1 bis 3 verwenden ultra-superkritische Technologie (Siehe Überkritisches Wasser). Die Dampftemperatur liegt bei 604 °C.